# Виноградов, Сергей Леонидович
Серге́й Леони́дович Виногра́дов (17 ноября 1981, Псков, СССР) — российский футболист, игравший на позиции полузащитника и нападающего.

## Карьера

### Клубная
Воспитанник псковской детской команды «Машиностроитель». Первый тренер — Александр Сергеевич Лебедев. Выступал за команды «Псков» (1998—2000), «Крылья Советов» (2001—2006), «Ростов» (2007), «Кубань» (2008).
В январе 2007 года подписал с клубом «Ростов» 5-летний контракт. «Ростов» по итогам чемпионата России 2007 года покинул премьер-лигу и выбыл в первый дивизион России. В межсезонье 2007/2008 перешёл из «Ростова» в другой клуб первого дивизиона — «Кубань», в составе которой выступал до 7 августа 2008 года, когда заключил контракт до конца сезона с «Анжи», однако, 2 ноября клуб решил прекратить с Сергеем отношения, и он был отчислен из команды. С 2009 по 2010 год играл за нижегородскую «Волгу», после завершения сезона 2010 года покинул клуб. В марте 2011 заключил контракт с клубом «Сахалин».
Всего в высшей лиге чемпионата России сыграл 140 матчей, забил 14 мячей.

### В сборной
За молодёжную (олимпийскую) сборную России сыграл 8 матчей, забил 3 гола в 2003 году.

## Достижения
- Бронзовый призёр чемпионата России: 2004
- Финалист Кубка России: 2003/04
- Победитель зоны «Восток» второго дивизиона: 2013/14
- Победитель первенства КФК: 1999
- Обладатель Кубка МРО «Северо-Запад»: 1999